# Винко Храстељ
Винко Храстељ (Кршко, 22. јануар 1940 — Љубљана, 18. октобар 1971) је био југословенски и словеначк филмски и позоришни глумац.  

## Биографија
Храстељ је студирао драму на АГРФТ-у у Љубљани, где је и дипломирао. Као перспективни позоришни глумац, такође је играо у филмовима. Завршио је свој кратки живот самоубиством.

## Улоге
| Год.  | Назив            | Улога \|- style="background: Lavender; text-align:center; " | 1960.-те | 1960.-те | 1960.-те | 1960.-те |
| 1967. | Прича које нема  | Бобнар                                                      |          |          |          |          |
| 1967. | Тврђава силеџија | /                                                           |          |          |          |          |
| 1968. | Сунчани крик     | Мали Гангстер                                               |          |          |          |          |
| 1969. | Седмина          | /                                                           |          |          |          |          |